# Zuivelfabriek van Hollebeke
De Zuivelfabriek van Hollebeke is een voormalige zuivelfabriek te Hollebeke. Het fabrieksgebouw werd gebouwd in 1933 en heeft dienst gedaan tot 1950. Het gebouw is aan het begin van de 21e eeuw omgebouwd tot loft. Sinds 2017 is het gebouw ook in gebruik voor kamerconcerten en als kunstatelier en expositieruimte.

## Architectuur
Het gebouw is een voorbeeld van hoe het nieuwe bouwen zijn intrede deed in de Belgische bedrijfsarchitectuur.
Deze stijl is terug te vinden in de volgende kenmerken:
- Grote, open en transparante ruimtes
- Platte daken, dragende betonskeletten, lichte scheidingswanden en veel lange, horizontale glaspartijen
- Industriële materialen zoals gewapend beton, staal en glas
- Symmetrie en herhaling
- Strakke, hoekige bouw, zonder veel versiering en kleur
- De directeurswoning (wonen) is volledig gescheiden van de fabriek (werken)
- De belettering van de gevel

## Geschiedenis
In 1935 werd in Hollebeke de productie van boter aangevat onder de naam N.V. Lactano, die werd opgericht samen met een boterdistributeur uit Jemappes. Enkele jaren na de oprichting werd de N.V. uitgebreid met een vestiging in Nieuwkerke, waar vanaf dan het afromen gebeurde voor de boter, die in Hollebeke gemaakt werd. De zuivelfabriek groeide in korte tijd uit tot de grootste werkgever van Hollebeke en telde 12 werknemers: een directeur, een bediende, drie vrachtwagenbestuurders, vier arbeiders, een stoker en twee schoonmaaksters.
Na de Tweede Wereldoorlog werd de keuze van landbouwers voor melkerijen vrijgegeven, waarvan de landbouwers gebruik maakten om de melkerijen tegen elkaar uit te spelen. De landbouwers uit de streek trokken massaal naar de omliggende zuivelfabrieken hetgeen in 1950 het einde van de activiteit in Hollebeke betekende. Alle activiteiten werden overgeheveld naar Nieuwkerke, tot het ook daar in 1964 tot een faillissement kwam en de N.V. Lactano werd opgedoekt.

## Herbestemming
Na het faillissement werd het pand openbaar verkocht en veranderde het enkele keren van eigenaar, zonder dat het een nieuwe bestemming kreeg. Het gebrek aan onderhoud maakte dat de Zuivelfabriek langzaam een ruïne werd en in 1997 werd ze als zijnde 'puin' werd opgenomen in de inventaris van leegstaande en verwaarloosde bedrijfsruimten.
In 2003 werd herbestemming tot gezinswoning goedgekeurd en in 2006 leverde het stadsbestuur van Ieper een bouwvergunning af. Dit onder voorwaarde dat zowel de gevel als de schouw behouden bleven. Na verbouwing wordt het pand sinds 2008 opnieuw bewoond.

## Flora en fauna
Het gebouw is omgeven door een 9000m2 tuin afgezoomd met een houtkant van inheemse bomen en struiken en een streekeigen meidoornhaag. Ook werd een hoogstamboomgaard aangeplant met twaalf lokale appelaars. Er werd een amfibieënpoel gegraven ten behoeve van onder andere de lokale populatie van de beschermde kamsalamander. Ook is 1.000 m² aan bloemrijk grasland aangelegd.
In de kruipkelder van het pand overwinteren baardvleermuis, watervleermuis en gewone grootoorvleermuis. Daarom staat het gecatalogeerd als vleermuisvriendelijke woning.